# كليمان توربان
كليمان توربان (بالفرنسية: Clément Turpin)‏ (المولود 16 مايو 1982) هو حكم كرة قدم فرنسي. أصبح يعمل كحكم دولي لدى الفيفا منذ 2010.
قام بالتحكيم في دوري أوروبا 2012-13 وتصفيات كأس العالم لكرة القدم 2014 وشارك في بطولة أمم أوروبا 2016.

## روابط خارجية
- كليمان توربان على موقع IMDb (الإنجليزية)
- كليمان توربان على موقع Soccerway.com (الإنجليزية)
- كليمان توربان على موقع أوليمبيديا (الإنجليزية)